# Walter Heynen
Walter Josephine Frans Heynen (Schoten, 12 mei 1944 - aldaar, 2 november 1995) was een Belgische (Vlaams), componist, muziekpedagoog en musicus, die actief was zowel binnen de filmmuziek, volksmuziek als klassieke muziek uit de 20e eeuw. Zijn bekendste compositie is de muziek voor "Ik Wil deze Nacht in de Straten Verdwalen" uit de film Home Sweet Home, gezongen door Wannes Van de Velde.

## Levensloop[1]

### Jeugd
Walter Heynen, zoon van Petrus Heynen en Rosa Vermeylen, werd op 12 mei 1944 te Schoten geboren, als vijfde in een gezin van zeven kinderen.
Langs zijn vader, die bombardon speelde bij het harmonieorkest “Vriendenschaar” (Antwerpen), en thuis over een trombone als oefeninstrument beschikte, werd zijn belangstelling voor muziek gewekt. In het knapenkoor van de Schotense St-Cordula-parochie, waar hij verschillende jaren meezong in de Gregoriaanse mis, werd ze mee verder bepaald. Tegelijkertijd met een algemene muzikale initiatie in het lagere onderwijs (blokfluit en notenleer), werden hem in de “Vriendenschaar” een grondiger notenleeronderricht en de eerste lessen dwarsfluit gegeven door Leon de Mayer.
Op diens aansporing ging hij voor het laatste jaar lager onderwijs over van de Schotense St-Jozefschool naar het St-Henricusinstituut te Antwerpen, met de bedoeling tegelijkertijd de lessen aan het Conservatorium te volgen.

### Studie
Zo legde hij dan in 1955 de toelatingsproef voor het “derde jaar notenleer” af en werd leerling in de dwarsfluitklas van Louis Stoefs. Hier werd hij in 1958, na het spelen op een voordracht, toegelaten tot de hogere afdeling.
Parallel met zijn humaniorastudies (Moderne-Economische afdeling), behaalde hij in 1958 een Eerste Prijs Notenleer (onderscheiding), en in 1961 Eerste Prijzen voor respectievelijk Dwarsfluit (onderscheiding) en Transpositie.
De eerste aanzetten tot componeren kwamen reeds voor 1958 tot stand onder impuls van zijn leraar L. Stoefs die, na zelf de eerste lessen harmonie te hebben gegeven, hem aanspoorde om hierin privéonderricht te volgen, vermits het volgen van de harmoniecursus aan het Conservatorium het bezit van een Eerste Prijs Notenleer veronderstelde.
Na achtereenvolgens privaatles te hebben genomen bij Mevr. Wené en Mevr. Grangé, doorliep Walter Heynen de lagere en middelbare graad bij Jos de Greve en onderbrak vervolgens deze studies in de hogere graad bij Ivo Mortelmans.
In 1963 behaalde hij een Eerste Prijs Kamermuziek (onderscheiding) en in 1964 het Hoger Diploma Kamermuziek, ditmaal met de grootste onderscheiding.
In 1965 volgde het Hoger Diploma voor Dwarsfluit, tegelijkertijd met het Getuigschrift Muziekanalyse en Vormleer. Het was deze laatste cursus die aan de drang tot componeren en – meer algemeen – tot “inzicht” in de muziek definitief gestalte gaf, vooral ook door toedoen van de toenmalige leraar August Verbesselt, aan wie de eerste composities werden voorgelegd.

### Componist en beroepsmuzikant
Dit compositorisch debuut hangt samen met zijn zich geleidelijk aan ontwikkelende activiteiten als beroepsmuzikant.
Naast het spelen in divers harmonieorkesten (cf Rapsodie voor fluit en harmonieorkest, 1964), een plaats als solist bij het Jeugd en Muziekorkest Antwerpen (o.l.v. E. Van der Eycken) en regelmatige vervangingen in de orkesten van de K.V.O. (Koninklijke Vlaamse Opera), de N.I.R. (Nationaal Instituut voor de Radio-omroep - nu VRT), en de Antwerpse Filharmonie,  waren er ook nog gelegenheidsoptredens in kamermuziekverband (cfr. Trio's, 1965-1966).
Het waren echter vooral zijn vriendschap met de latere filmregisseur Robbe de Hert en zijn belangstelling voor de film (lid van “Filmgroep 58” en medeoprichter van “Fugitive Cinema”), die in deze eerste jaren een grote stimulans tot schrijven vormden. Tussen 1964 en 1968 componeerde hij muziek voor niet minder dan zestien films.
In 1966 huwde Walter Heynen met Annemie Cornelis en datzelfde jaar behaalde hij aan het conservatorium getuigschriften voor Muziekesthetica en Muziekpedagogie. In 1967 en 1970 werden respectievelijk hun zoon Thomas en dochter Ann geboren.
Intussen bleef hij zich verder op uiteenlopende muzikale terreinen ontplooien.
Zo was hij lid van “Blaaskwintet van Antwerpen”, trad voor “Jeugd en Muziek” op met de pianist François Glorieux, en maakte ook reeds deel uit van de “Groep Wannes Van de Velde”, een groep waarvoor hij, naast zijn functie als medespeler, in de loop der jaren ook talloze bewerkingen maakte en muzikaal advies verstrekte.
Verder schreef en bewerkte hij muziek  voor de meest uiteenlopende doeleinden, gaande van enkele orkestwerken, kamermuziek, solowerken, tot toneelmuziek, volksliedbewerkingen, bijdragen voor radioprogramma's, werken met didactische doeleinden enz....

### Muziekleraar
Op het pedagogische vlak begon zijn loopbaan eveneens in 1966, toen hem door Jan Van Der Linden, stichter en directeur van de Gemeentelijke Muziekschool te Schoten, gevraagd werd de lessen notenleer en samenspel te geven. Vanaf 1970 kreeg hij er een voltijdse opdracht aangeboden, als leraar dwarsfluit en samenspel.
Tezelfdertijd werd hij, op vraag van August Verbesselt, aangesteld als Lesgever Analyse aan het KVMC-Antwerpen, een functie die hij waarnam, eerst als assistent van Verbesselt (tot 1975) en nadien van Emmanuel Geeurickx (vanaf 1976 tot 1980).
Tegelijkertijd met het aanvaarden van deze opdracht hernam Walter Heynen zijn studie in de harmonie, en behaalde in 1970 een Eerste Prijs in de klas van Willem Kersters, hetgeen hem toegang verschafte tot diens compositieklas.
Aangezien hij echter geen examens aflegde voor de leergang contrapunt, was het hem onmogelijk om ook zijn compositiestudies te voltooien.
In 1989 werd hij opnieuw aangezocht om Analyse te doceren in de theoretische afdeling van het KVMC-Antwerpen (nieuwe structuur, tweede cyclus), een opdracht die hij tot aan zijn dood combineerde met zijn leraarsambt in de Gemeentelijke Muziekacademie van Schoten.
Bovendien was hij lid van het “Intiem Kwartet” (dwarsfluit, altviool, hobo, gitaar) en tot aan zijn dood actief in “Groep Wannes Van de Velde”.
Vanaf het academiejaar 1993 volgde hij de cursus elektronische muziekcompositie aan het K.V.M.C-Antwerpen bij Joris De Laet.

### Overlijden
In de nacht van 2 november 1995 overleed Walter Heynen zeer onverwacht; hij werd 51 jaar.

## Werk[1]
Zijn activiteiten als componist omschreef hijzelf globaal als volgt: 
“Mijn composities  bestrijken een breed gebied: werken zowel in het “ernstige” als in het “lichtere-maar-niet-minder-ernstige” genre; gericht zowel naar een professioneel uitvoerderniveau als naar de liefhebber toe; stilistisch gaande van een traditionele schrijfwijze naar een toonspraak, waarin belangrijke elementen uit de twintigste-eeuwse muziekpraktijk verwerkt worden.”
Zijn oeuvre omvat:
- Eigen composities (zowel instrumentale muziek voor Orkest, Kamermuziek en Solo-instrument als vocaal-instrumentale en vocale muziek)
- Bewerkingen en instrumentaties (eigen werk en van andere composities)
- Toneelmuziek
- Filmmuziek

Zie overzicht: Lijst van composities van Walter Heynen